# Quintigny
Quintigny – miejscowość i gmina we Francji, w regionie Burgundia-Franche-Comté, w departamencie Jura.
Według danych na rok 1990 gminę zamieszkiwało 180 osób, a gęstość zaludnienia wynosiła 49 osób/km² (wśród 1786 gmin Franche-Comté Quintigny plasuje się na 564. miejscu pod względem liczby ludności, natomiast pod względem powierzchni na miejscu 911.).